# Primeira Liga (2002/2003)
Primeira Liga (2002/2003) – 65. edycja najwyższej klasy rozgrywkowej piłki nożnej w Portugalii. W lidze występowało 18 zespołów. Mistrzem po raz 19. zostało FC Porto.

## Uczestnicy
| Uczestnicy poprzedniej edycji                                                                                 | Uczestnicy poprzedniej edycji | Uczestnicy poprzedniej edycji | Uczestnicy poprzedniej edycji |
| --- | ----------------------------- | ----------------------------- | ----------------------------- |
| SCP | Sporting CP                   | 1                             |                               |
| BOA | Boavista FC                   | 2                             |                               |
| POR | FC Porto                      | 3                             |                               |
| BEN | SL Benfica                    | 4                             |                               |
| BEL | CF Os Belenenses              | 5                             |                               |
| MAR | CS Marítimo                   | 6                             |                               |
| ULE | União Leiria                  | 7                             |                               |
| PAÇ | FC Paços de Ferreira          | 8                             |                               |
| VGU | Vitória Guimarães             | 9                             |                               |
| BRA | SC Braga                      | 10                            |                               |
| BEM | Beira-Mar                     | 11                            |                               |
| GVI | Gil Vicente                   | 12                            |                               |
| VSE | Vitória Setúbal               | 13                            |                               |
| SCL | CD Santa Clara                | 14                            |                               |
| VRZ | Varzim SC                     | 15                            |                               |
| Awans z Segunda Ligi                                                                                          |                               |                               |                               |
| MOR | Moreirense FC                 | 1                             |                               |
| ACA | Académica Coimbra             | 2                             |                               |
| NAC | CD Nacional                   | 3                             |                               |
| Oznaczenia: - kolumna pierwsza – skróty nazw drużyn, - kolumna trzecia – miejsce zajęte w poprzednim sezonie. |                               |                               |                               |

## Tabela
| Lp. | Drużyna              | M  | Z  | R  | P  | Bramki | Bramki | Różn. | Pkt | Uwagi                                         | Bezpośrednio |
| --- | -------------------- | -- | -- | -- | -- | ------ | ------ | ----- | --- | --------------------------------------------- | ------------ |
| 1   | FC Porto (M) (P)     | 34 | 27 | 5  | 2  | 73     | 26     | +47   | 86  | Liga Mistrzów UEFA • Faza grupowa             |              |
| 2   | SL Benfica           | 34 | 23 | 6  | 5  | 74     | 27     | +47   | 75  | Liga Mistrzów UEFA • III runda kwalifikacyjna |              |
| 3   | Sporting CP          | 34 | 17 | 8  | 9  | 52     | 38     | +14   | 59  | Puchar UEFA • I runda                         |              |
| 4   | Vitória Guimarães    | 34 | 14 | 8  | 12 | 47     | 46     | +1    | 50  |                                               |              |
| 5   | União Leiria         | 34 | 13 | 10 | 11 | 49     | 47     | +2    | 49  | Puchar UEFA • Runda kwalifikacyjna            |              |
| 6   | FC Paços de Ferreira | 34 | 12 | 9  | 13 | 40     | 47     | −7    | 45  |                                               |              |
| 7   | CS Marítimo          | 34 | 13 | 5  | 16 | 36     | 48     | −12   | 44  |                                               |              |
| 8   | Gil Vicente          | 34 | 13 | 5  | 16 | 42     | 53     | −11   | 44  |                                               |              |
| 9   | CF Os Belenenses     | 34 | 11 | 10 | 13 | 47     | 48     | −1    | 43  |                                               |              |
| 10  | Boavista FC          | 34 | 10 | 13 | 11 | 32     | 31     | +1    | 43  |                                               |              |
| 11  | CD Nacional          | 34 | 9  | 13 | 12 | 40     | 46     | −6    | 40  |                                               |              |
| 12  | Moreirense FC        | 34 | 9  | 12 | 13 | 42     | 46     | −4    | 39  |                                               |              |
| 13  | Beira-Mar            | 34 | 10 | 9  | 15 | 43     | 50     | −7    | 39  |                                               |              |
| 14  | SC Braga             | 34 | 8  | 14 | 12 | 34     | 47     | −13   | 38  |                                               |              |
| 15  | Académica Coimbra    | 34 | 8  | 13 | 13 | 38     | 48     | −10   | 37  |                                               |              |
| 16  | Varzim SC (S)        | 34 | 10 | 6  | 18 | 38     | 51     | −13   | 36  | Spadek do Segunda Ligi                        |              |
| 17  | CD Santa Clara (S)   | 34 | 8  | 11 | 15 | 39     | 54     | −15   | 35  | Spadek do Segunda Ligi                        |              |
| 18  | Vitória Setúbal (S)  | 34 | 6  | 13 | 15 | 40     | 53     | −13   | 31  | Spadek do Segunda Ligi                        |              |